# Starvation/Tam Tam Pour L'Ethiopie
Starvation/Tam Tam Pour L'Ethiopie är en välgörenhetssingel från 1985, som spelades in av två grupper bildade speciellt för denna inspelning, Starvation samt Tam Tam Pour L'Ethiopie. Tanken var att få in pengar till svältande i Etiopien. 
Idén att samla artister för att spela in en välgörenhetssingel inspirerades av Bob Geldofs projekt Band Aid, vars singel Do They Know It's Christmas? var etta i Storbritannien och många andra länder (bl.a. Sverige) när Starvation/Tam Tam spelades in i december 1984. Band Aid kritiserades för att få av de medverkande artisterna var svarta, och att inte en enda var från Afrika. Starvation/Tam Tam-skivan var tänkt att "rätta till" detta.
På "Starvation", en cover på en sång av The Pioneers, medverkade några artister kända från 2 Tonetiden (från början var det tänkt att gruppen skulle hetat "The 2 Tone All Stars"), bl.a. medlemmar från The Specials, Madness, The Beat och UB40, men även The Pioneers. Den producerades av Jerry Dammers från The Specials.
"Tam Tam Pour L'Ethiopie" spelades in i Paris och där medverkade främst afrikanska artister. De flesta av artisterna var från fransktalande länder, men det fanns även med ett antal andra språk, bl.a. douala, lingala, wolof, maninka och swahili. Den producerades av Manu Dibango. 
Skivan släpptes på Zarjazz och nådde # 33 på UK Singles Chart, vilket är hittills enda gången som en skiva, tänkt att samla in pengar till Afrika och inspelad av afrikanska artister, nått topp 40 i Storbritannien. Den släpptes även i Frankrike, där den nådde # 43 på singellistan.
Vinsten gick till Oxfam, War On Want och Médecins Sans Frontières.

## Medverkande

### Starvation
- Sång: Ali Campbell, Robin Campbell, Ray Falconer (UB40); Jackie Robinson, Sydney Crooks, George Agard (The Pioneers)
- Keyboard: Jerry Dammers
- Gitarr: Lynval Golding
- Bas: Mark Bedford
- Trummor: Daniel Woodgate
- Slagverk: John Bradbury, Geraldo Darbilly
- Talking Drums: Gasper Lawal
- Kornett, flygelhorn, trumpet: Dick Cuthell
- Trombon: Annie Whitehead
- Extrasång: Dave Wakeling
- Toasting: Ranking Roger
- Bakgrundssång: Lorenza Johnson, Claudia Fontaine, Caron Wheeler, Naomi Thomson (Afrodiziak)

### Tam Tam Pour L'Ethiopie
- Gitarr: Samba N'go, Souzy Kasseya, Ioroma Sika, Jerry Malekani, Francis Mbappe
- Saxofon: Manu Dibango
- Cora: Mory Kante
- Trummor: Boffi Banengola
- Piano: Ray Lema
- Synthesizers: Poto Doubongo, Ray Lema
- Shekere: Brice Wouassi, Marcel De Suza
- Congas: Ismael Toure
- Slagverk: Nino Gioia
- Talking Drums: King Sunny Adé
- Kör: Sylvie Etenna, Willy Ngeh Nfor, Kialla Peple, Mutela Shakara från gruppen Bobongo Star, Canat Ballou, Toni Mbaichi, Salif Keita och Tagus från gruppen Les Ambassadeurs, Yves N'Djocko, Sylvaine Amix, Florence Titty, Elolongue Sissi, Georgia Dibango, Valery Lobe, Dou Kaya, Touré Kunda, Bovick, Moona med medverkan av Sarah, Sheena Williams
- Sång: King Sunny Adé, Zao, André Marie Tala, M'pongo Lave, Pamelo, Malopoets, Hugh Masakela, Youssou N'Dour
- Text & sång på duala: Florence Titty, Elolongue Sissi, Georgia Dibango
- Text & sång på lingala: M'Bamina
- Text & sång på maninka: Salif Keita
- Text & sång på wolof: Ismael, Sixu och Ousmane Touré Kunda
- Text & sång på swahili: Bovick, Souzy Kasseya, Ray Lema